# Generalni sekretar Sveta Evrope
Generalni sekretar Sveta Evrope (francosko Secrétaire général du Conseil de l'Europe, nemško Generalsekretär des Europarates) je na predlog Odbora ministrov za obdobje petih let imenovan s strani parlamentarne skupščine. Odgovoren je za izpolnitev ustanovnih ciljev Sveta Evrope - doseganje večje enotnosti med državami članicami zaradi varovanja in uresničevanja idealov in načel, ki so dediščine ter olajšati njihov gospodarski in družbeni napredek.
Čeprav pooblastila generalnega sekretarja niso jasno opredeljena, je v celoti odgovoren za strateško upravljanje delovnega programa in proračuna Sveta Evrope, prav tako nadzoruje tekoče delovanje Organizacije in Sekretariata.

## Generalni sekretarji
| Država              | Ime                     | Začetek mandata    | Konec mandata      |
| ------------------- | ----------------------- | ------------------ | ------------------ |
| Francija            | Jacques Camille Paris   | 11. avgust 1949    | 17. julij 1953     |
| Francija            | Léon Marchal            | 21. september 1953 | 24. september 1956 |
| Italija             | Lodovico Benvenuti      | 19. september 1957 | 15. marec 1964     |
| Združeno kraljestvo | Peter Smithers          | 16. marec 1964     | 15. september 1969 |
| Avstrija            | Lujo Tončić-Sorinj      | 16. september 1969 | 16. september 1974 |
| Zahodna Nemčija     | Georg Kahn-Ackermann    | 17. september 1974 | 17. september 1979 |
| Avstrija            | Franz Karasek           | 1. oktober 1979    | 1. oktober 1984    |
| Španija             | Marcelino Oreja Aguirre | 1. oktober 1984    | 1. junij 1989      |
| Francija            | Catherine Lalumière     | 1. junij 1989      | 31. maj 1994       |
| Švedska             | Daniel Tarschys         | 1. junij 1994      | 1. september 1999  |
| Avstrija            | Walter Schwimmer        | 1. september 1999  | 31. avgust 2004    |
| Združeno kraljestvo | Terry Davis             | 1. september 2004  | 31. avgust 2009    |
| Norveška            | Thorbjørn Jagland       | 1. oktober 2009    | 18. september 2019 |
| Hrvaška             | Marija Pejčinović Burić | 18. september 2019 | 18. september 2024 |
| Švica               | Alain Berset            | 18. september 2024 | danes              |

## Polemika na volitvah leta 2009
Odbor ministrov je 12. maja 2009 obvestil parlamentarno skupščino, da bosta za mesto generalnega sekretarja kandidirala le dva kandidata: Thorbjørn Jagland (nekdanji norveški premier) in Włodzimierz Cimoszewicz (nekdanji poljski premier), s čimer je zavrnil Belgijski apel, naj na seznam kandidatov doda še dve osebi. Po naključju sta bila oba kandidata hkrati predsednika vlade (1996–1997) in oba socialdemokrata. Parlamentarna skupščina Sveta Evrope je 23. junija odločila, da volitve prestavi vsaj do septembrskega zasedanja, s čimer je položaj ostal prazen od 1. septembra 2009.
Parlamentarno skupščino je razjezila odločitev Odbora ministrov, da iz ožjega seznama izbriše dva od štirih kandidatov: belgijskega senatorja Luca Van den Brandeja in madžarskega parlamentarca Mátyása Eörsija, oba člana parlamentarne skupščine Sveta Evrope. 11. septembra 2009 je Le Monde poročal o volilnih polemikah, da bo prihodnji generalni sekretar podedoval institucijo, ki je bila v krizi. 
30. septembra 2009 je bil na mesto generalnega sekretarja izvoljen Thorbjørn Jagland. 24. junija 2014 je bil izvoljen ponovno.

## Volitve 2019
Štiri države članice so do 10. januarja 2019 predlagale kandidate, ki jih je nato obravnaval odbor ministrov. Dva med njimi so označili kot primerna, o njima pa nadalje glasuje parlamentarna skupščina. To sta bila belgijski zunanji minister Didier Reynders in hrvaška zunanja ministrica Marija Pejčinović Burić. Pejčinvoić Burić je bila izvoljena s 54 glasovi prednosti, položaj pa je prevzela 15. oktobra 2019.
Obravnavani na odboru ministrov:
- Didier Reynders (Belgija) [7]
- Andrius Kubilius (Litva) [8]
- Dora Bakoyannis (Grčija)
- Marija Pejčinović Burić (Hrvaška)

Izbrana kandidata:
Parlamentarna skupščina je o kandidatih glasovala 26. junija 2019
- Marija Pejčinović Burić: 159 glasov
- Didier Reynders: 105 glasov